# Migas de pan

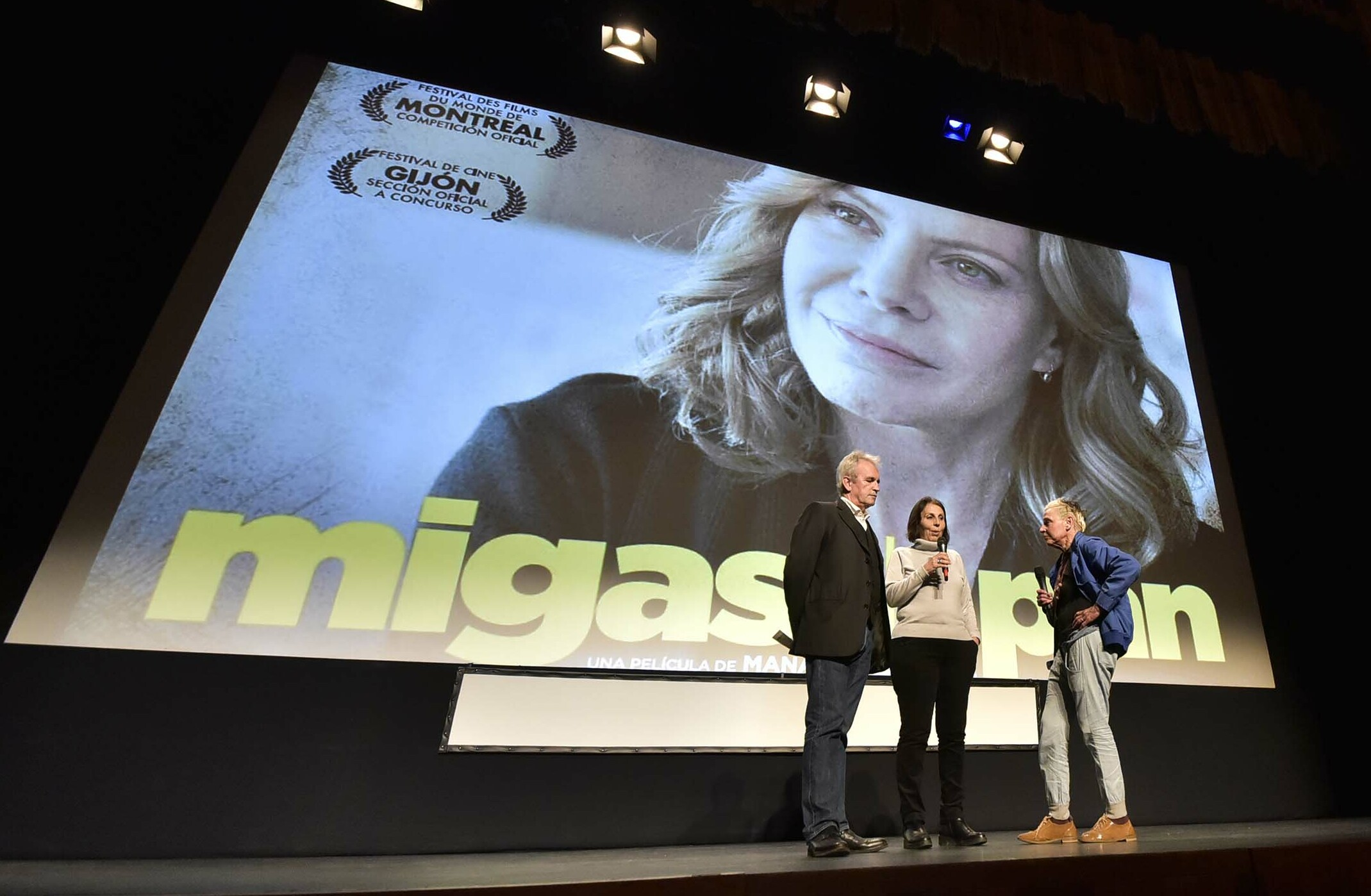
Patxi Bisquert y Manane Rodríguez en el Teatro Victoria Eugenia de San Sebastián.

Migas de pan es una película uruguayo-española de 2016. Dirigida por Manane Rodríguez, es un drama protagonizado por Cecilia Roth y Justina Bustos. Fue seleccionada por Uruguay para competir por el Óscar 2017 a la mejor película de habla no inglesa.

## Sinopsis
La joven Liliana Pereira Echevaria (Justina Bustos), en Montevideo, universitaria y madre de un bebé, participa en las luchas estudiantiles contra la dictadura cívico-militar en su país. Junto a otras mujeres, es secuestrada, encerrada y torturada, y desposeída de la patria potestad de su hijo. El apoyo mutuo con sus compañeras de reclusión la fortalece y la acompaña. Tras años de exilio en España, y al enterarse de que será abuela, Liliana Pereira Echevaria (Cecilia Roth) decide volver a Uruguay para participar con sus excompañeras en la denuncia del infierno sufrido en su juventud y para recuperar los vínculos sentimentales con su hijo.

## Reparto
- Cecilia Roth como Liliana Pereira Echevaria (adulta)
- Justina Bustos como Liliana Pereira Echevaria (joven)
- Patxi Bisquert
- Ernesto Chao
- María Pujalte
- Margarita Musto
- Quique Fernández
- Andrea Davidovics
- Ignacio Cawen
- Stefanía Crocce
- Sonia Méndez
- Nuria Fló
- Sergio Quintana
- María Vidal
- Artur Trillo
- Andrés Quiñones